# Loi de Bartsch
Pour les articles homonymes, voir Bartsch.
La loi de Bartsch ou effet de Bartsch relève une évolution propre à la phonétique historique du français, des autres langues d'oïl et aussi du francoprovençal, à partir du gallo-roman (latin populaire de Gaule). Cette loi, du nom du linguiste Karl Bartsch qui l'a mise en évidence, ne faisait que constater, a posteriori (sans l'expliquer), le passage, en ces dialectes, de a tonique libre à ie quand a était précédé d'une consonne palatalisée, par exemple dans le latin canem : KANE(M) → chien.

## Notions de base
On appelle voyelle tonique celle qui porte l'accent tonique. Une voyelle qui ne porte pas l'accent tonique est dite atone. Une voyelle est prétonique quand elle se situe avant la voyelle qui porte l'accent d'intensité. Par exemple : dans dormir, o est prétonique, puisque c'est la voyelle i qui est tonique.
Une voyelle (tonique ou atone) est dite libre quand elle termine la syllabe, autrement dit quand elle est en syllabe ouverte. Elle est dite entravée, lorsqu'elle est en syllabe fermée, c'est-à-dire quand c'est une consonne qui termine la syllabe. Voici quelques exemples avec des mots français :
- dans café, les voyelles a et é sont libres : ca-fé.
- dans arbre et porte, a et o sont entravés : ar-bre, por-te.

Cette distinction entre voyelle toniques et atones, ainsi qu'entre voyelles libres et entravées est capitale dans l'évolution phonétique des langues romanes en général et du français en particulier, car les voyelles ont subi des évolutions différentes selon les cas de figure.
Une diphtongue est une voyelle complexe qui change de timbre en cours d'émission. Exemple : dans le mot anglais five (« cinq ») : /faɪv/, aɪ est une diphtongue. La mutation, au cours du temps, d'une voyelle en une diphtongue s'appelle diphtongaison.
Cet article utilise l'alphabet de Bourciez. La voyelle tonique est signalée par un accent aigu.

## Explications à la loi de Bartsch
Il y a en concurrence deux manières d'expliquer cette évolution. 
La première théorie, classique, lie l'effet de Bartsch, à la diphtongaison spontanée de a tonique libre (MARE → máęre → mer) : 
- dans un premier temps, au VIe siècle, tout a tonique libre diphtongue en áę, par affaiblissement de son segment final : MARE → máęre, PATRE(M) → pádre→ páęδre[1]. Dans le cas de figure par défaut, c'est-à-dire non précédée d'une consonne palatale, cette diphtongue áę se monophtongue en ę, vers la fin du VIe siècle : męre, pęδre. Suivie d'une consonne nasale (m ou n), áę passe à ái sous l'action fermante de cette consonne nasale, au VIIe siècle : FAME → fáęme→ fáim ; PANE(M) → páęne→ páin,
- mais précédée d'une consonne palatale, la diphtongue áę se ferme par l'avant vers la fin du VIe siècle : íaę, puis íęę par assimilation d'apertures, puis enfin íę[1].

La seconde théorie, plus récente, et que défend notamment Gaston Zink, explique cette évolution de la manière suivante : la voyelle latine a en syllabe tonique libre était selon toute probabilité devenue, au Ve siècle, une voyelle plus antérieure ä (/æ/, selon la notation de l'API). Ensuite, le son

« A [sous l'action d'une consonne palatale] se ferme uniformément en ẹ (API [e]) qui s'assourdit en e̥ (API [ə]) à l'initiale atone au XIe siècle ; ([...] mais dès le VIIe siècle, en prétonique interne [...]). Sous l'accent, dont la force retentit sur la consonne, le début de la tenue, plus fortement touché, se ferme jusqu'à i et il en résulte une segmentation en íe. »

— 
Gaston Zink fait intervenir ces évolutions dans la deuxième moitié du Ve siècle.
L'effet de Bartsch est inopérant quand a est entravé : « En syllabe fermée, a, protégé de la segmentation par sa brièveté, demeure intact. » Exemples : KATTU(M) → chat, GAMBA → jambe, etc.

## Autres cas de figure
- Consonne palatale + a atone libre initial.

a, sous l'action de la consonne palatale qui le précède, se ferme en ẹ au Ve siècle et s'affaiblit en e̥ au XIe siècle. Exemple avec le latin caballum : KABÁLLU(M) → IIIe siècle : kavállu → Ve siècle : k̮avállu (palatalisation de k) → tšẹvállọ → VIIe siècle : tšẹvál → XIe siècle : tše̥vál... (cheval) ;
- Consonne palatale + a libre en prétonique interne.

a, sous l'action de la consonne palatale qui le précède, se ferme en ẹ au Ve siècle et s'affaiblit en e̥ dès le VIIe siècle. Exemple avec baccalarem (accusatif de baccalaris) : BAKKALÁRE(M) → Ve siècle : batšẹláre → VIIe siècle : batše̥lęr XIe siècle : batše̥lẹr → XIIIe siècle : baše̥lẹr (ancien français : bacheler, devenu bachelier en raison d'un remplacement de suffixe par analogie avec les mots en -ier.)